# Solatorobo それからCODAへ
『Solatorobo それからCODAへ』（ソラトロボ それからコーダへ）は、バンダイナムコゲームスより2010年10月28日に発売された、ニンテンドーDS専用のアクションRPG。リトルテイルブロンクスシリーズ2作目。

## 概要
現代から3000年後の世界を舞台に知的生物へと進化した犬と猫の文明開拓を描くSF作品。
OPアニメーションはマッドハウスが、キャラクターデザインは『天空のエスカフローネ』などで知られる結城信輝が担当している。
本作と過去にサイバーコネクトツーが開発したゲーム『テイルコンチェルト』や同スタッフが作った福岡県の消防・防災・安全キャラクターの『まもるくん』は、同一の世界「リトルテイルブロンクス」を舞台としており、各作品の登場人物も本作に登場する。
本作のテレビCMは『ソラトロボ 大百科』と題して全100種類（CM内では『章』とカウントされている）が作られ、それらは総て違う内容になっている。（キャラに関する情報、システムなど）。これらは2010年10月21日TOKYO MXで8時間をかけて随時放送され、「世界で（特定の時間内に）最も多く（異なる内容の）CMがテレビ放送された（単一）商品」というカテゴリーのギネス記録を打ち立てた（正式にこの記録が認定されたのはギネスブックに申請後、2011年6月下旬ごろであった）。なお、CM内でもこの挑戦について触れているもの（第49章『ギネス記録に挑戦』）がある。web上ではSolatorobo公式サイトで全種類公開中。
舞台となるシェパルド共和国ではフランス語が使われているが、これは世界の成り立ちと深く関わっている。
開発段階では『Solarobo それからCODAへ』（ソラロボ それからコーダへ）という仮題が付けられていた。

## ストーリー
イヌヒトとネコヒトと呼ばれる2種族が共存する、浮遊大陸に築かれたシェパルド共和国。主人公のイヌヒトのレッドは、妹のショコラと共に様々な依頼を受け報酬を得るハンターを営んでいる。
ある日、レッドは盗まれた重要ファイルの奪還の依頼を受け、愛機ダハーカを駆り輸送船ヒンデンブルグに潜入。そしてネコヒトの少女エルとの出会いと共に、物語は動き出した。
輸送船内で見つけた謎の物質メダリオン。同時に現れた超巨大物体ラーレスと、それを狙う巨大ハンターギルドのクーバースとの対立。イヌヒトともネコヒトとも異なる姿を持ったハイブリッドと呼ばれる人々の出現。そしてレッドの体にも謎の力トランスが宿る。
数々の事件を経て、レッドは次第にこの世界の秘密を知ることとなるのだった。

## ゲームシステム
戦闘や移動はロボに乗るロボアクション、細かな作業などはロボから降りて行うヒトアクション、この2つのアクションを交互に駆使して、敵やダンジョンなどの仕掛けを攻略していく。ゲーム中に特定の条件を満たすことで、主人公の容姿が変化すると共に能力が向上するトランス能力が使え、戦闘を有利に進めることができるようになる。
町ではハンターのクエスト屋から依頼を受け、様々なサブクエストに参加できる。その他、戦艦を釣り上げる「戦艦釣り」、改造したダハーカに乗って出場する「エアロボグランプリ」などのミニゲームも楽しめる。
Wi-Fi通信を使った、ダウンロードクエストも配信されている。

## 世界観
浮遊大陸にある「シェパルド共和国」を舞台としている。地上・海上は、飛び込めば生きて戻れない「プラズマの雲海」が覆っており、その様子を窺い知ることはできない。所々雲海の無い場所も存在するが、放電の危険があり近づく事もできない。
シェパルド共和国は物語の127年前に建国され、シェパルドという名前はその前に勃発した戦争を終結させた子ども達を纏めた少年（マルト・マジパン）に敬意を込めて名付けられた。つまり、本作は2021年7月29日に配信されたゲーム『戦場のフーガ』の後日譚である。

### 主要都市
ファラオ
シェパルド共和国の首都で唯一電車が走っている街。訪れるのは2部になってから。政治、文化の中心で最新の音楽や映画、ファッションなどの娯楽も集中している。
エアデール
物語開始時のオープニングで出てきて、最初に訪れる町。別名「はじまりの街」。
スピノー
水を湛える美しい町。別名「水をたたえる街」。ただし下水道は汚れているし、ネズミや巨大魚が住み着く始末。結晶石を納める祠も下水道にある。
ビスラ
キノコタンポポが生える都市。別名「風の止まる場所」。様々な虫が生息しており、「ムシ使い」と呼ばれる人々とムシが共存をしている。最近は後継者不足やヨウホウコガネの出没に頭を悩ませている。
シェットランド
鉱山の島。別名「世界鉱山」。鉱石を掘り起こすため島自体が減少している。町長の一族は代々結晶石を守る役割を担っている。
サモエド
シェパルドで（主にイヌヒト）広く信仰される「アンジュ教」の聖地。別名「聖なる神の森」。鳥が神の使いと崇められているため森が生い茂っている。ちなみに信者は全員ロザリオを持っている。
バセット
56年前の「第二次呪術戦争」で誕生した島。別名「戦艦スラム」。作中で唯一孤児院が出てくる（レッドとショコラが育った孤児院ではない）。
戦時中の戦艦などを住処とする、戦艦ヤドカリがいる。近海に結晶石を祭る祠がある。
マウ
オシラサマ信仰が最も根強く信仰される島。別名「神の枕」。訪れるのは2部から。島の下にある逆さまの犬の頭の像は「サカサオオカミの像」と言われ古代種であるオオカミ族の力を封じるためにあるものと語られている。様々な修行が行われている。
シーリハム
ウミの中に居るような雰囲気の島。別名「空にある風の海」。訪れるのは2部から。たくさんの空魚が飛んでおり漁などで生計を立てている。ダブレン群島のような島の集まりが漁場。超大規模ないけすが有名。ビズラ同様後継者不足が起きている。
ダブレン群島
フライトレースが行われる、ヒトが住めないほどの小規模の島が集まっている地域。別名「清らなる英知」。クリステル原石が船舶のクリステルドライブと干渉し、上手く飛べなくなるため大型船にとっては危険地帯。

### その他
ラグドール
エル、ベルーガの出身地で契約者の一族が住む里。物語開始の300年前に何者か（後にバイオンだとわかる）によって滅ぼされており行くことは出来ない。その名を知る者はエルたち以外いない。
アース
雲海の下にある未知の世界。旧人類達の暮らしていた土地（オーストラリア大陸らしい）で、現在建っている建造物はユルルングルが居る「フツの塔」だけである。
フツの塔
ユルルングルがいる塔で太古の時代の研究所。中にはノノが充満しているため空間にリアルな映像を出すことが出来る部屋もある。
プレーリー王国
ワッフルたちの国。シェパルドから遠いところにある。
ニポン国
まもるたちの国。シェパルドから見て東にある。
アビシニア連邦
シェパルド共和国の北部と国境を接する国。旧国名はアビシニア帝国。過去にシェパルドと呪術戦争などで交戦している。現在はシェパルドと外交を行うなど、表面上は平和が保たれている。ちなみにアビシニアはエチオピアのかつての国名でもあり、またこちらも国号が帝国だった事がある。

## 用語
リグ
シェパルド使われている通貨で見た目は穴の開いた環状の硬貨。1、10、100が銅のカリグ硬貨、500、1000は銀のシリグ硬貨、5000、10000は金のゴリグ硬貨、50000、100000は白金のブリグ硬貨で出来ている。小切手も使われるらしい。
メダリオン
円盤状のアクセサリー。劇中では特に、エルとベルーガの所有する、ティタノマキナを制御する機能を持つメダリオンを指す。
1部のキーとなるアイテム。劇中ではラーレスを封印するために使用されるもので儀式を行わなければ動くことは無い。全体が金色のメダリオンがラーレスのメダリオン（元はベルーガのものだが、レッドに渡った）、銀色のメダリオンがレムレスのメダリオン（持ち主はエル）である。所有者に無尽蔵にノノを供給し、そのために「永遠に年をとることが無い」という残酷な副作用ももたらす。そのためエルもベルーガも300年以上を生き続けてきた。
ティタノマキナ
はるか太古に造られたとされる古代兵器。ラーレスとレムレスを指す。詳しくは#ティタノマキナを参照。
結晶石
ラーレスとレムレスを操る際必要とされる雫型の水晶のような石。合計で3つあり、それぞれスピノー（色は青緑）、シェットランド（色は紫）、バセット（色は黄色）にある。1部ではブルーノはこれを狙っており、2部ではメルヴェーユが作ったコピーも登場し計6個あることとなる。
パワーセル
ラーレスを封印するためにメルヴェーユが作った機械、2部ではラーレスとレムレスをコントロールするシステムがあることがわかった。2機ある。封印の際とコントロールの際にはメダリオンと結晶石をセットし、コアに直接打ち込まなければ効果は発揮されない。外見はトリガーが2つの黄色い銃。
ノノ
呪術の源で空気中に溢れている。主にネコヒトが使い、エル、ベルーガの額にもその紋章が浮かぶことがある。年齢の経過や呪術の使用によって消費され、なおかつ回復しないため、通常は一度ノノを使い切った者は一生呪術を使えなくなる。実際は科学的な現象である。
プロジェクト「CODA（コーダ）」
2部にて長い眠りから目覚めたバイオンが実行に移そうとする計画。元々は情報集合体であるジュノが提案した計画である。その詳細は、「惑星を再生させ、浮遊大陸を再び地上に戻す」というもの。ただし、地表を「プラズマの雲海」が覆う現状でこれを実行すれば、浮遊大陸に住むすべての人々は確実に死に至る。

## 登場人物

### 主要人物
レッド・サハラン
声 - 柿原徹也
本作の主人公。言葉遣いは粗野だが、根は優しく熱血漢なイヌヒトの男性。年齢は17歳で、身長は140cm。モデル犬種は柴犬雑種。駆け出しのハンター。愛機は小型だが高性能なロボ「ダハーカ」、妹のショコラと共に様々な依頼をこなしながら生計を立てている。鼻の頭に傷があり、幼少期のある事件によって負傷した際に負ったもの。9年前ダハーカと共にショコラの居た孤児施設にやってきた過去があり、それ以前の記憶は無い。
物語初めにゲベックの依頼で輸送船「ヒルデンブルグ」に潜入し、土産として持ち帰ろうとした「メダリオン」に触れたことにより世界を揺るがすほどの事件に巻き込まれることとなる。脱出の際、船内で気を失っていた謎のネコヒト「エル」を助けた。エルに突如出現したティタノマキナ「ラーレス」を封印するための儀式「オハシラの儀」に協力することを依頼され行動を共にすることになる。それからメダリオンと結晶石をめぐり巨大ギルド「クーバース」との戦いに巻き込まれていく。エルと出会って間もない頃はお互いに反発しあっていたが、行動を共にする中で次第に絆を深めていった。しかし、儀式を執り行うべく赴いた聖地サモエドでオハシラの儀の真実を知らされ、困惑する最中にエルをクーバースに奪われてしまう。エルの裏切りに動揺するも、一族の宿命に苦しむエルを助けるべくクーバースの旗艦「ゴールデンロア」に乗り込むのであった。しかし、そこでブルーノの「目覚めの言葉」によりラーレスの完全復活のための生贄にされてしまう。だが、何故か命を奪われることは無かった。その後、暴走するラーレスを停止するためにブルーノに戦いを挑むと、ある出来事がきっかけで人間の姿となる（トランス）能力が発現するのだった。
2部では、ブランクやネロとの出会いにより、自身がバイオンとメルヴェーユによって作り出された「ハイブリッド」であり、しかも失敗作として扱われていたことを知り強いショックを受ける。しかし、ショコラや孤児院のフレジェ院長に励まされバイオン達と戦う覚悟を決める。ハイブリッド達による2度目のファラオ襲撃の際、本来バイオンしか受け取れないはずのオーダーを受け取ることができたレッドは、オーダーに意識を奪われエルを殺しかけてしまう。エルの言葉により正気を取り戻すと、もう二度とオーダーに屈しないことを尻尾にかけて誓った。その後、オペレーション「CODA」の遂行を目論むバイオンと決着をつけるためにタルタロス突入ミッションに挑む。
トランスしたときの姿は上半身裸で赤色の瞳に腰まで届く金髪の少年になる。全身をおおっていた体毛がなくなり、腕や肩の傷痕も露わになっている（詳細は不明）。なお、設定画では元の服装のまま人間の姿になっていた。
ショコラ・ジェラート
声 - 阿澄佳奈
メカ好きなレッドの義理の妹。年齢は13歳、身長は120cm。モデル犬種はポメラニアン。レッドと同じ孤児施設に居り、はじめのうちはショコラが記憶のないレッドのお姉さん役だった。昔はよく喧嘩をしていたらしい。
主な仕事はレッドの愛機ダハーカのメンテナンスとナビゲーションによるサポート、家も兼ねる飛行艇アスモデウスの操縦も担当。時には荒い操縦をし、レッドを助ける。彼女はわずか5歳でアスモデウスの操縦をマスターしており、ベルーガにも操縦に関しては一目置かれている。レッドが金銭面に非常に疎い為、金銭管理も彼女の仕事。
エル・メリゼ
声 - 後藤沙緒里
ヒルデンブルグでレッドが救出した少年のような外見のネコヒトの少女。外見年齢は14歳、身長は130cm。モデル猫種はアメリカンショートヘア。契約者の一族でベルーガとは知り合い。隠れ里ラグドール出身。多くを語らないクールな性格。一人称は当初は僕で物語序盤ではレッドを含めた周りに「男」（名乗るまで名前が「謎の少年」になっていた）と思われていた。1部の終盤になってからは一人称が「私」になっている。レムレスのメダリオンを持っている。
ヒルデンブルグでレッドに助けられ、メダリオンを預けていいか見極めるという理由でレッドと行動を共にする。その後、ラーレスの封印を行うオハシラの儀を行うべく1億リグの多額の報酬と引き換えに契約を持ちかける。しかし実際は1億リグの報酬など嘘であり、レッドの命を利用してラーレスを封印するつもりでいた。サモエドにてベルーガの口から真実が明かされたことを契機に、クーバースからレッドたちを逃がすと同時に縁を切るつもりだった。しかし、オハシラの儀のことを全く気に留めていないレッドに助けられ、無意識に彼に対して淡い想いを抱くようになる。実齢は既に300歳以上だが、虫が苦手。呪術に長け、シールドを張ることが出来る。
ベルーガ・ダミアン
声 - 加藤木賢志
レッドの前に現れ、度々妨害をする謎のネコヒトの男。外見年齢は18歳、身長は160cm。モデル猫種はヨーロッパオオヤマネコ。顔に×のような傷がある。エルと同じく契約者の一族でラグドール出身。クーバースと行動を共にしており、結晶石やメダリオンを狙っている。ヒルデンブルグで見つけたメダリオンは元々彼の物。実際はメルヴェーユとラーレスの完全封印を目的としてクーバースを利用していたが既にブルーノには知られており完全封印は失敗に終わる。それでも一時的な封印は可能と知り、ラーレスの封印に協力する。
1部終盤にて彼の真の目的が明かされてからはメルヴェーユとともにレッドたちと協力体制を取り、各地を奔走する事になる。
愛機は射撃と機動性に優れたサラマンデル。彼もエルと同じく300歳以上だが、ヒトと会話がするのが苦手で、エルからは「風は読めるが空気は読めない」と言われている（シーリハムでは住人と喧嘩をする始末でレッドとショコラから呆れられている）。

### クーバース
首領であるブルーノを筆頭とした、巨大ハンターギルド。民間量産機のファウストをベースにしたオリジナルカスタマイズロボメフィストを所有。
ブルーノ・ドンドルマ
声 - 宗矢樹頼
クーバースの社長。法の隙間を狙い、殺人以外の様々な悪事を働く悪党。40歳。身長は190cm。1部のラスボス。モデル犬種はシェパード。巨大物体ラーレスを狙っている。旗艦でもあり本拠地のゴールデンロアの外観と執務室のデザインは彼の趣味でオペラと同等の派手好きである。
オペラ・クランツ
声 - 柚木涼香
精鋭部隊・特務室室長。派手好きなネコヒトの女性。20歳。身長は170cm。モデル猫種はロシアンブルー。高飛車な性格だが、むやみに犠牲を出す手段や卑怯な手段は好まず、そうした手段を平然と選ぶガレットには不快感を抱いている。過去のトラウマから暗く狭いところが苦手。重武装の大型ロボティアマトに搭乗する。レッドに「オバサン」と呼ばれ、憤慨する一面も。大富豪の家に生まれたが、10年前実家が没落してしまいハンターとなる。2部ではクーバースの首領となっている。
カルア・ナパージュ
声 - 山本泰輔
オペラの部下。明るく陽気で天然のおバカなネコヒトの少年。17歳。身長は145cm。モデル猫種はオセロット。愛機はメフィストをカスタマイズしたオーバーメフィスト。しかし、見た目重視のため性能は別段高くない。「かも」が口癖で、誰もカルアは何を考えているかわからない。レッドを良きライバルと思っている。10年前はオペラの実家の使用人だった過去があり、オペラとの関係は古い。
グレン・ザッハー
声 - 土田大
オペラに忠誠を誓う、侍のような雰囲気で、くそマジメで堅物なイヌヒトの男性。19歳。身長は160cm。モデル犬種は紀州犬。搭乗ロボはメフィストだが、白兵戦用に強化されている。カルアと同じくレッドをライバルと思っているが、カルアのそれよりも対抗意識が強い。10年前はカルアと同じくオペラの家の使用人だった。
メルヴェーユ・ミリオン
声 - 篠原恵美
ブルーノの秘書兼参謀。イヌヒトの女性。29歳。身長は180cm。モデル犬種はコリー。共和国内指折りの天才で、特に機械に強く開発主任も兼ねている。クーバースのロボの水準が数段上がるほどの実力。
かつて、学術的興味からバイオンと共にハイブリッドの研究をしていた過去を持つ。レッドらハイブリッドの母親的存在であり、失敗作とみなされ廃棄処分寸前だったレッドを、ダハーカと共に逃亡させた人物でもある。現在はティタノマキナを復活させる要因となってしまった自らの行いを悔いており、ベルーガと共にティタノマキナを完全封印する手段を研究していた。
1部終盤にて彼女の真の目的が明かされてからはベルーガとともにレッドたちと協力体制を取り、研究開発や作戦の立案など、サポート役として活躍する。
ガレット
声 - 三宅健太
クーバース護衛艦の艦長。元軍人。モデル犬種はブルドッグ。粗暴な性格で、敵を倒すのに自軍の船を墜落させるのもいとわない。部下にもバカ呼ばわりされている。オペラとは犬猿の仲。レッドに自分の戦艦を撃破されてからは、ファラオで専らナンパを楽しんでいるようである。

### ハイブリッド
イヌヒトともネコヒトとも異なる姿（人間）をした人々。プロジェクト「CODA（コーダ）」発動のために活動している。ブランクとネロはレッドと同様にイヌヒトの遺伝子を持ったハイブリッドだが、物語終盤にハイブリッドとしての力を失うまで、互いにそのことに気付かなかった。
バイオン
声 - 坪井智浩
ハイブリッド達のリーダー。2部のラスボス。物静かな性格だが、目的のためには他人の死も意に介さない。専用ロボは、高熱を帯びた刃と鞭を装備したベリウス。レッドの父親的存在で、300年前にエルとベルーガの故郷ラグドールを襲ったのも彼である。プロジェクト「CODA（コーダ）」を実行に移すために造られた存在であり、ジュノからのオーダーに従うことで世界を救済できると信じている。
ブランク
声 - 佐々木望
白い衣装に身を包んだ、白髪のハイブリッドの少年。外見年齢は16歳。わがままで好戦的な性格で、常に自分以外の存在を見下している。専用ロボは、熱（核）エネルギーで稼働するスルワラ。
ネロ
声 - 荒木香恵
黒い衣装に身を包んだ、金髪のハイブリッドの少女。外見年齢は16歳。丁寧で見た目は優等生のようだが、内面では自分以外の存在を見下している。バイオンに絶対的な忠誠を誓っている。専用ロボは、光子エネルギーで稼働するザイリタ。

### アース
ユルルングル
声 - 藤堂まり
フツの塔に存在する超情報集合体「ジュノ」のひとつで、瘤状気によって人間の女性のような姿をとって現れる。バイオンたちを止めるためにアースへやってきたレッドたちに、プロジェクト「CODA」の凍結プログラム「Re-CODA」を託す。名前の由来はオーストラリアのアボリジニ神話に登場する虹蛇「ユルルングル」。

### プレーリー王国
ワッフル・ライブレッド
プレーリー王国の警察官。黒猫団を追ってシェパルドにやってきた。女心に鈍感。
パンタ
ワッフルの後輩。背中には常時、大きな通信機を背負っている。「っス」が口癖。
アリシア・プリス
黒猫団のボスであり、プリス三姉妹の長女。ワッフルの幼馴染でもあり、ワッフルには特別な感情を抱いているらしい。
ステア・プリス
黒猫団の参謀担当であり、プリス三姉妹の次女。物静かで理知的な性格。メカに精通している面もある。
フレア・プリス
プリス三姉妹の三女。天真爛漫な性格。彼女にとって黒猫団の活動は、遊びの延長線上らしい。
コネコ
黒猫団の団員。シェパルドの各所に潜伏し、捕まえると写真が手に入る。
テリア姫
プレーリー王国の王女。シェパルドにはお忍びで来ている。
シアン・ガーラント
プレーリーの王国騎士団団長。テリア姫の護衛として同行。レッドを部下として欲しがっている。

### ニポン国
まもるくん
ニポン国から防災と防犯を広めるという目的でやってきた消防隊員。ファラオ襲撃の際はレッドと協力をして被害者の救助に当たった。シェパルドには家族で来ているらしい。
おとうさん
まもるくんの父親。レスキューレンジャーで、シェットランドの落盤事故やファラオ襲撃の際はレッドにドリルを貸し救助の手助けをしていた。なお、名前は「お父さん」ではなく「レスキュー隊員」と表記されている。

### エアデール
ゲベック
元クーバースの情報屋であるトラのネコヒトのオジサン。ブルーノとは旧知の仲。41歳。レッドとショコラのことを気にかけている。今回、レッド達にヒンデンブルグへの潜入を依頼した。ショコラに好意的な発言をする事が多い。
フロマージュ・フィナンシェ
声 - 松来未祐
クエスト屋の看板娘にして、経営者。身長は160cm。モデル犬種はチワワ。かなりモテているらしく、なぜかレッドたちが行く先々の島のクエスト屋にいる。
クレープ
パーツ屋を営むネコヒトの少女。関西弁でしゃべる。ダムドの元弟子。物作りは得意だが、料理だけは苦手らしい。
アマンド
運送業を生業とするオジサン。しょっちゅう空賊に狙われる。あまりのオカマっぷりにレッドもタジタジだった。
新人
アマンドの所で働く少年。仕事に対してやる気がなくアマンドを困らせていたが、レッドに殴られて反省した。今はレッドに憧れ、「兄貴」と呼んでいる。
ダート
クレープのパーツ屋の前にいる男。クレープよりも高性能なパーツを売ってくれる。アイドル好きで彼女に追い出された過去がある。
マドレーヌ
絵皿屋の看板娘。絵皿の説明をしてくれる。
ビスキュイ
絵皿屋の店員。カウンターが背より高いため常にジャンプしている。オドオドした様な喋り方をする。
スフレ
絵皿屋の2階に居る音楽家。普段は落ち着いた物腰だがインスピレーションを感じるとチャラくなる。このことをレッドから「性格が変わった」と言われるほど。レコードの人気ランキングはココナに次いで3位と高い。
ビアッリ
自称写真家。良いタイミングを見逃さず激写しては自身のコレクションにしている。コレクションした写真をコネコたちに奪われレッドに取り返すよう依頼した。
クイニィ
長い望遠鏡で世界を眺める謎の男。レッドにある依頼をする。予知夢を見る能力がある。

### スピノー
アメリ
スピノー町長の孫娘。気が強いが祖父の前ではおとなしい。典型的な影響の受けやすい子。
フリット
アメリの幼馴染の少年。いつもアメリに振り回されているがアメリが困っているときは助けてくれる。
町長
スピノーの町長。クーバースから恐喝され、困っている。
水門管理者
水門の開け閉めを仕事とする、ライオンのネコヒト。実は結構ヒマらしく、下水道に住み着いた巨大魚に名前を付けたりしている。
ジュレ
快活でオシャレな、「スタードッグスカフェ」の店員。

### ダブレン群島
ダムド
メカニックのイヌヒト。レッド、ショコラとは知り合い。壊れたアスモデウスの修理を行った。クレープの元師。
カッセ
フライトレース「グランプリグレート」のチャンピオン。「嵐を駆る男」の異名を持つ。
国境警備隊隊員
国境警備にあたっているイヌヒト。「スタードックスカフェ」のアップルパイがお気に入り。

### ビスラ
村長
ヨウホウコガネで常に頭を悩ませている。
ダモン
虫使いの老人。虫の事でいろいろとレッドたちを助けてくれる。自宅はレッドも驚くほど危険地帯。
フランツ
ビスラに住む男の子。ヨウホウコガネと友達になったことを大人たちには内緒にしていた。

### シェットランド
ロッシェ
シェットランド町長の一人息子。町長の悩みの種。クーバースに仲間入りしたという形で人質にされるも真実を知って逃げ出した。クーバースに手を焼かせるほどの逃げ足と根性はあり、レッドにすごいと言わしめた。その後は鉱山で働いているようだが基本的な性格は変わってはいない。意外にも折り紙が得意。
カントク
炭鉱に携わる仕事の監督官。大雑把な性格で、火薬の量を間違えて、レッドを生き埋めにしかけた。島三つ分買えるほどの借金を抱えている。

### バセット
コリー
戦艦つりの名人でバセット一の物知り。年寄りだが筋肉質。
フレジェ
バセットにある孤児院の院長。レッドを我が子のように心配している。
アラザン
バセットにある孤児院の孤児の1人でリーダー格。愛称は「アル」。かくれんぼが好きでフレジェ院長を悩ませている。アラザンたちの両親は2年前の事故でなくなった。
シュー
バセットにある孤児院の孤児の1人、眼鏡をかけている。孤児たちの中ではしっかりしている。
ビスコット
バセットにある孤児院の孤児の1人、性格はおとなしめで大きな帽子をかぶっている。
デセール
バセットにある孤児院の孤児の1人で孤児たちの中では紅一点。祠を担いだヤドカリを見たのも彼女。

### サモエド
アマレット
恋人のお墓参りに来た女性。レッドたちに墓に添える花を摘んでほしいと依頼する。

### ファラオ
ココナ
人気アイドル歌手の少女。高飛車だが、意外と優しい一面も。オリコンでの新曲のランクが下がりつつあるのを気にしている。
アプリコ
クイズ大会が好きな少女。物静かだが見下したような言い方をする。
管理官
電車の管理官。「出発進行ォォォ!!」が決め台詞。電車が大好きで、名前を付けたりしている。何度も電車の危機を救ったレッドに「キミこそ真の電車マン…いや、スーパー電車マンだ!!」と言った。交通安全のまじないに詳しい。

### マウ
オジジ
マウの長老。頑固者で来訪者に対して修行を強要してくる。
シフォン
恋人のレザンを追ってやってきたイヌヒトのお嬢様。本名は「シフォン・ルセット」、実家はファラオにある。レザンとは別れ話を持ちかけたが諦めきれずにマウまでやってきた。レッドにレザン宛の手紙を届けて欲しいと依頼する。
バゥム
シフォンの家に仕える執事。シフォンのためとレッドたちを妨害する。根は優しい。シフォンの父親に拾われる前は孤児だった。
レザン
シフォンの恋人のネコヒトの青年。シフォンと別れたつもりだったがエルによって和解した。その後レッドたちに協力をしてくれる。
フラッペ
修行中のネコヒト。念動力が使えるが修行をサボりたいようなクエストを出している。ピューレをライバル視している。
ピューレ
修行中のネコヒト。レビテーションが使える。フラッペをライバル視している。

### シーリハム
クグロフ
シーリハムの漁師。レッドを弟子にしようと誘っているが本人は遠慮している。密漁者に頭を悩ませている。公式サイトで行われた人気投票では並み居る主要キャラクターたちを押しのけて3位に輝いている（1位はレッドで2位はエル）。

### デュエルシップ
キッシュ
デュエルシップのオーナーのネコヒト。人をその気にさせるのが得意。実は昔は凄腕の闘士だった。
トフィー
レッドのファンのハンター。当初はレッドに告白しようとしていたが、ショコラとの会話を見て愛想を尽かした。その後はファンが出来るほど成長を遂げ、レッドへの想いを断ち切るため戦いを挑んだ。しかし、その実力をレッドに褒められファン続行中。

### 空賊
バリバリ団
アマンドの空船を狙う空賊。豪快な砲撃と小型機による射撃を得意とする。リーダーはフロニャルド。
ガオン団
予告状を出すことを美学とする空賊。白兵戦を得意とする。全員ココナのファン。リーダーはナヴァラ。
ピーチ団
構成員が全員女性の空賊。解散する自分達へのはなむけとして、ファラオのターミナルを爆破しようとした。その名の通り、ロボも服装もピンク色。「桃色ピーチ団」とも名乗ってる。リーダーはパルミエ。
カモメ団
シーリハムで空魚の密猟を行っていた空賊。ホーミングミサイルによる攻撃を得意とする。リーダーはクランチ。

### ゲーム未登場の人物
カーマイン
『ドラゴンマガジン』に掲載された小説「レッドデータチルドレン」に登場。レッドの師匠であるイヌヒトの青年。研究所から逃げ出したレッドを自身が支援する孤児院で保護していた。街の住人にも一目置かれる優秀なハンター。その正体は、バイオンによって改造手術を施されハイブリッド化したイヌヒトである。セブンチルドレンの一人（ナンバー7）でもあるが、ずっと昔に研究所から脱走している。予知夢を見る能力があり、夢でみたレッドによる世界救済を実現させる為、レッドに生きぬく術を叩き込んでいた。彼は常時トランス状態であり、鼻と尻尾はまがい物である。もともとアスモデウスは彼の所有だった。また本人曰く「恋愛以外で不得意なモノはない」らしい。
ロゼ
小説「レッドデータチルドレン」およびWebラジオ上で公開されたオリジナルエピソードである「誓いのハコブエ」に登場。人間のような容姿だが、後にハイブリッドであることが判明。ナンバーは4。もともとは隣国アビシニアに暮らすネコヒトだった。過去の記憶は無い。カーマインと同じく常時トランス状態ではあるが、レッドら上位ハイブリッドと比較すると性能面で劣っていた為、廃棄処分寸前であった。とても温厚で優しい性格。ただ、先述した顔のことを気にしており、そのことを話されるのは嫌いである。また、呪術を使うことができる。

## ロボ
シェパルド共和国で使用されるロボット。移動用から戦闘用、レース用と多種多彩なロボが出てくる
ダハーカ
正式名称は「DAHAK-AZI03（ダハーカアジゼロスリー）」。9年前にレッドと共に発見されたロボで、「家族」として大切にされている。ボディカラーは赤。
一般的なロボと比較すると小型の部類で、内蔵火器は備わっていないが、強靭かつ器用な2本の腕を持つ。飛行用の小型外付けエンジンを搭載した飛行形態の「フライヤーモード」と、戦艦つりを行う用に片腕をアンカー射出装置に換装した「アングラーモード」に換装が可能。色はそれぞれ黄色と青に変わる(公式イラストではその都度ショコラに塗りなおされているらしい情景が描かれている)。因みにダハーカはドラゴンをモチーフとしている(ツイッターでの公式発言より抜粋)。
ダハーカ Mk2
ネロ、ブランクとの戦いで大破したダハーカをメルヴェーユが改修した物でメインカラーは白でアクセントに赤が散りばめられている。用途に合わせて、基本機体の「タイプS」の他に「タイプR」「タイプC」「タイプG」「タイプΩ」の合わせて5系統に変形が出来る。また、「タイプSX」など、さらなる強化版もある。
セプテントリオン
ダハーカ、ダハーカMk2の最終形態。レッドがタルタロスに突入する際にネロ、ブランクの力を貰い受け、ナノレベルで進化したダハーカの姿。
機動性から攻撃力、防御力などあらゆる面で他のロボの追随を許さない性能を備えている。単独飛行能力を持ち、エネルギー弾のチャージショットを打つこともできる。
サラマンデル
ベルーガの愛機。正式名称は「Salamander//009（サラマンデルダブルオーナイン）」。
両腕にリボルバー式のキャノン、胸部にバスターキャノンを装備しており両足のローラーを生かした高速移動の射撃戦を得意としている。攻略本によるとかなり古い機種らしい。
ティアマト
オペラの愛機。正式名称は「Tiamat-FL（ティアマト フェザーライト）」。
かなり大型のロボで、操縦席は胸部。機動性と、防御力を犠牲に攻撃力を高めている。遠距離攻撃に秀でており機雷の散布や高出力のビームなどによる懺滅戦を得意としている。
メフィスト
グレンの愛機。正式名称は「Mephisto TA（メフィスト タクティカルアクション）」。
民間量産機「ファウスト」のカスタマイズ機で、グレンの意向で近接戦用の巨大な太刀を装備している。また、遠距離用にクナイも装備。
オーバーメフィスト
カルアの愛機。正式名称は「Over Mephisto 9MS（オーバーメフィスト ナインエムエス）」。
メフィストをベースに、カルアなりのカッコ良さを優先させたカスタマイズ機。遠距離と近距離の攻撃を併用しているが、性能としては他のロボより劣る部分があるらしい。
ザイリタ
ネロの愛機。正式名称は「Zairita-AZI02（ザイリタ アジゼロツー）」。
AZIシリーズの2番機。空中からの強襲を得意としている。他のロボと違い、四足歩行。
スルワラ
ブランクの愛機。正式名称は「Srvara-AZI01（スルワラ アジゼロワン）」。
AZIシリーズの1番機。性能はザイリタとほぼ同じで、こちらも空中からの強襲を得意としている。こちらも四足歩行。
カサンドラクロス
ザイリタとスルワラがナノレベルで融合合体した姿でパワー効率は元の姿の2倍以上。機体の大きさも性能も格段にアップしておりその実力はオペラたちを圧倒するほど。
ザイリタとスルワラを合体したため操縦はネロとブランクが同時に行う。
ベリウス
バイオンの愛機。正式名称は「Berius P-2（ベリウス ピーツー）」。今作のラスボス機。
機体のあちこちから高温の刃が付いており、高温の玉を放つ、火柱を吹き上げたりと炎を用いた攻撃方法をとる。両腕に仕組まれた炎のムチは変幻自在で威力も絶大。
シェイドの召喚も行え、接近戦向きの機体。操縦席は腹部に当たる。

### 飛行艇・戦艦
アスモデウス
全長：14.53m / 全幅（主翼最大展開時）：20.32m / 全高：7.87m
レッドとショコラの飛行船、2人の居住も兼ねている。都市間移動の際の移動手段。ショコラからは「アスモデちゃん」と呼ばれる事もある。元々はレッドの師匠、カーマインのものだった。
大きく「ブリッジ」、「格納庫」、「居住区」の3ブロックに分かれており、上半分が基本的な生活空間で下半分が納庫となっている。飛行状態に応じて主翼が変形し、通常飛行モードでは翼は地面と垂直になるが高速移動時は翼の先端部が斜めに変形する。空中で静止する際はプロペラ前面を上空へと向け、ホバリング状態にする。ちなみに空中戦の武装は備えていない。
スメーグ
全長：16.78m / 全幅：15.98m / 全高：3.07m
ベルーガが乗る高速艇。彼が長年かけてカスタマイズしたものをメルヴェーユがさらに改良した。
船室は必要最低限の生活が可能な設備だけのブリッジのみで、上部にサラマンデルをそのまま収納しているため格納庫は存在しない。なお、サラマンデルの頭部と両腕は外に出した状態で収納されるためスメーグの砲台はサラマンデルの両腕にあるリボルバーキャノンである。
クーバース護衛戦艦
全長：90m / 全幅：78m / 全高：35m
クーバースが所有する戦艦。ロイヤルエンヴィとほぼ同じクラスでロイヤルエンヴィを含めクーバースは3隻所有している。そのうち1隻の艦長がガレットであるが、ガレットの艇はレッドに落とされてしまった。
ロイヤルエンヴィ
特務室が運用するクーバース護衛戦艦とほぼ同じクラスの機体。艦長は特務室室長のオペラ。
基本的な構造は他のクーバース艦と同じだがオペラの職権乱用により紫色のド派手な外装になっている。内部はニポン国をイメージしたものでこちらはブルーノの趣味だが、紫色のカラーリングはオペラの趣味である。
偵察機
特務室の役割の1つである情報収集を効率よく行うための小型艇。親機と子機に分かれており親機は遠隔操作可能な子機を複数射出が出来るため1機だけでも広範囲の偵察が可能である。また、子機は回転しながらの体当たり攻撃が出来、威力偵察も可能。
ヒンデンブルグ
全長：50m / 全幅：130m / 全高：90m
クーバースのダミー会社が所有する大型輸送船。ゲーム開始直後レッドが侵入する最初のステージでもある。
船体のした部に大きな貨物室があり大量の物資を積み込められるうえ、特殊な扉で守られた保管室もある。この部屋は秘密裏に特別な品物を運ぶ際に使われ乗組員たちにも厳重に警護するよう言い渡されている。ラーレスのメダリオンとゲベックの重要ファイルもここにあった。レッドがメダリオンに触れ、ラーレスが現れた際、ラーレスと衝突してしまったことにより墜落した。
ゴールデンロア
全長：270m / 全幅：236m / 全高：160m
クーバースの旗艦であり本拠地も兼ねる戦艦で、ハンターギルドの中でもこのクラスの戦艦を所持しているのはクーバースのみ。
艦体中心が刀のような形だったり、艦橋が五重塔のような形だったり、鳥居が並んでいるなど、ニポン国をイメージしたデザインが散りばめられているが、これらはクーバースの首領ブルーノの趣味。執務室もニポン国のデザインがたくさん散りばめられている。
艦首砲ブルーノキャノン
ブルーノの顔を模したゴールデンロアの艦首にある主兵装。威力はシェパルド軍が所有する戦艦の主砲をはるかに凌駕する。

### ティタノマキナ
山ほどの巨体を持つ兵器。今作の重要な存在でもある。
ラーレス
全長推定5kmはある巨大な物体、レッドたちは当初怪物と思っていた。ヒンデンブルグにあったメダリオンに反応し姿を現した。全体の色は青白い。1部のラストステージ。
上部に植物が生い茂り始めていることから太古の時代から存在することがうかがえる。ブルーノはラーレスの力を狙っていたが逆に取り込まれてしまった。
レムレス
ラーレスと同じく5kmはある体を持つもの。外観はラーレスに比べ赤紫色に近く、太めの体型。登場は2部から。
ラーレス同様上部に草木が生い茂っている。ラーレスより兵器として上位にあり、メルヴェーユ曰く「ラーレスよりコントロールが難しい」らしく、レムレスをコントロールするためのパワーセルには本物の結晶石を使用した。兵器なのに食道、胃がある。

### アース関連
ヌシ
アースへ向かう際レッドたちがアスモデウスごと搭乗した太古の船、外見は黒い羽が生えた鯨。アメノフエによって呼び出せる。メルヴェーユによると生物に近いらしい。
タルタロス
「CODA」を発動するためにバイオンたちがラーレスとレムレスの力を使って次元の裂け目から呼び出した球状の兵器。シェパルドに隠されたジュノである。2部のラストステージ。中は正方形のブロックが浮いておりシェイドも多く居る。
ジュノ
旧世界で多数発見された謎の情報体。行き詰った文明を急速に発展させるとともに、数々の戦争や兵器ももたらしたという。しかもレッドたちが生きる世界に関する重大な事実にも関わっていて、それらをレッドたちはフツの塔で知ることになる。

## スタッフ
- 製作総指揮 - 鵜之澤伸
- 企画 - 今西智明、佐々木夕介
- 脚本 - 野口泰弘
- キャラクターデザイン、総作画監督 - 結城信輝
- エグゼクティブディレクター - 松山洋
- デザイン原案、ディレクター - 磯部孝幸
- メカニックイラストレーション - 谷口欣孝
- キャラクター利用協力 - 福岡県
- アニメーション制作 - 株式会社マッドハウス
- 演出、絵コンテ - 山川吉樹
- 音楽 - 福田考代
- フランス語監修 - 鳥井林太朗
- 予告編制作 - 奥村剛
- タイトルデザイン - 三好誠
- ゲームソフト開発 - 株式会社サイバーコネクトツー
- プロデューサー - 中田理生
- 企画・制作 - 株式会社バンダイナムコゲームス

## 主題歌・挿入歌
すべて作詞・作曲 - 福田考代、歌 - 三谷朋世（LieN）。
- オープニングテーマ：「それからCODAへ」
  - 1部と2部では編集が異なる。
- エンディングテーマ：「Re-CODA」
  - 1部ではインストゥルメンタル版が、2部では歌入り版が使われている。
- 挿入歌：「流れ星☆キラリ」
  - ココナの新曲という設定の歌。本編中で使われている音源はインストゥルメンタル版だが、歌詞もショコラとココナの会話の中に登場する。

## 関連商品

### 小説
『レッドデータ・チルドレン ～Solarobo 外伝～』は、ドラゴンマガジンにて2010年9月号から2011年1月号に連載された小説である。著者は北山大詩、イラストはDmyo。

### ファンブック
2011年4月から2012年4月まで全8弾が発売され、2014年10月28日に一冊にまとめた「ソラトロボファンブック コンプリートコレクション」が発売された。

## ラジオ
『Solatorobo それからCODAへ presents ソラジオ』は、超!A&G+「A&G GAME MASTER GT-R」内で放送されていた、コーナーである。番組パーソナリティの小野坂昌也、加藤英美里、阿久津加菜がソラトロボの魅力を紹介する。Slatorobo公式サイト内では、放送済みのものを再度聞けるように、youtubeの専門チャンネルへのアーカイブスが用意されている。
2011年7月29日には、その日のGT-Rゲストである緑川光を交えてテレビCM『ソラトロボ 大百科』ギネス認定記念の「特別編」が放送された。
配信先
超!A&G+
- 2010年8月6日 - 2011年1月28日、2月11日
  - 金曜日 22:15 - 22:25頃（リピート放送：土曜日 15:15 - 15:25頃、月曜日 10:15 - 10:25頃） - 「A&G GAME MASTER GT-R」内

公式サイト
- 2010年8月16日 - 2011年2月4日、2月25日
  - 毎週金曜更新

パーソナリティ
- 小野坂昌也
- 加藤英美里
- 阿久津加菜

ゲスト
- 第7回 -  田中快（バンダイナムコゲームスCSプロモーション部マネージャー）、松山洋（サイバーコネクトツー社長）
- 第13回 - 柿原徹也、後藤沙緒里
- 第24回 - 緑川光
- 第26回 - 緑川光
- 第27回 - 松山洋（サイバーコネクトツー社長）

コーナー